# Periodavgränsningsposter
Periodavgränsningsposter är  konton i balansräkningen som används i årsredovisning/bokslut för att periodisera d.v.s. föra till rätt period  fordringar och skulder samt prestation och betalning..
Dessa poster är uppbokade tillfälligt så att de belastar rätt räkenskapsår. Därför är de kända även som interimsposter.